# 大巴约讷

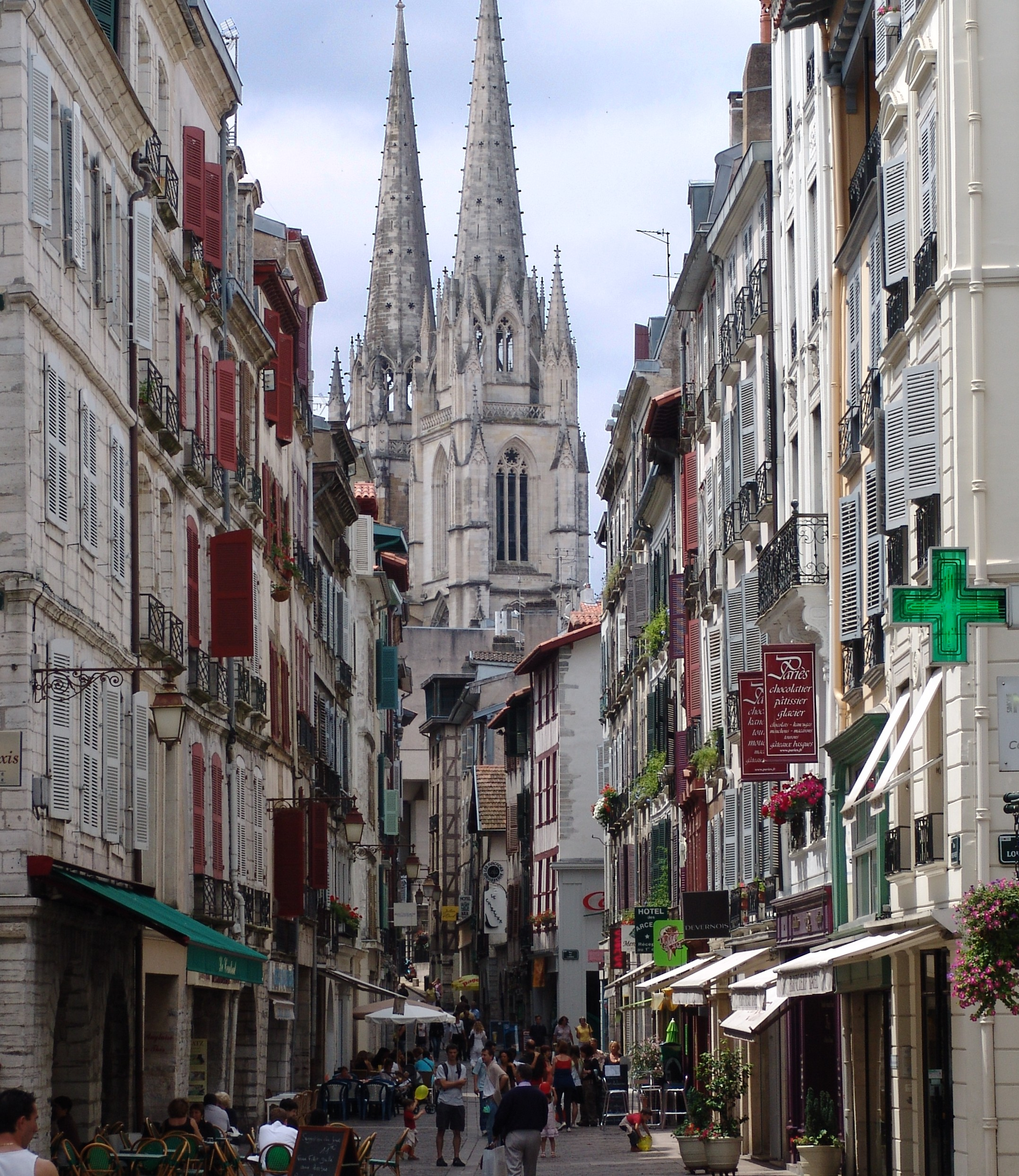

大巴约讷是法国大西洋比利牛斯省巴约讷最古老的一个街区。这里是罗马帝国古城的原址，位于市中心尼夫河左岸，是一个商业区。截至 2010 年人口普查，人口为 3,853 人。

## 地理
尼夫河位于其东侧，通过四座桥梁与小巴约讷（Baiona Ttipia）街区相连。北面的阿杜尔河（Aturri）将其与圣埃斯普里街区（Espiritu Saindua）分开。西部和南部被巴约讷城墙包围。

## 名胜

### 建筑
- 巴约讷主教座堂
- 旧城堡
- 巴约讷城墙（Baionako harresiak）：西班牙门（Espainiako atea）
- 巴约讷市政厅-米歇尔门剧院
- 巴约讷市场（Baionako merkatua）：购买新鲜优质的北巴斯克产品和巴斯克美食

### 广场

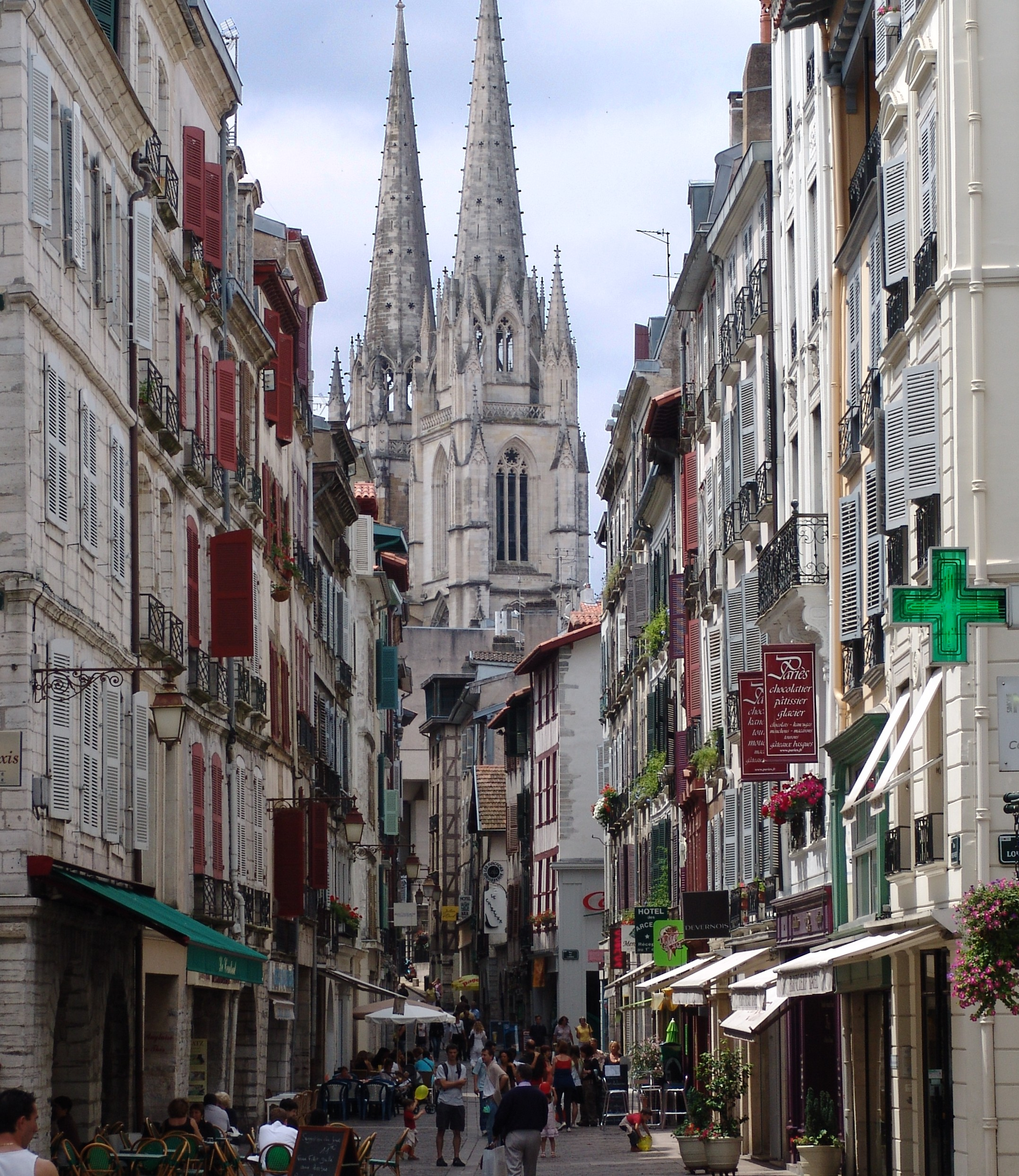
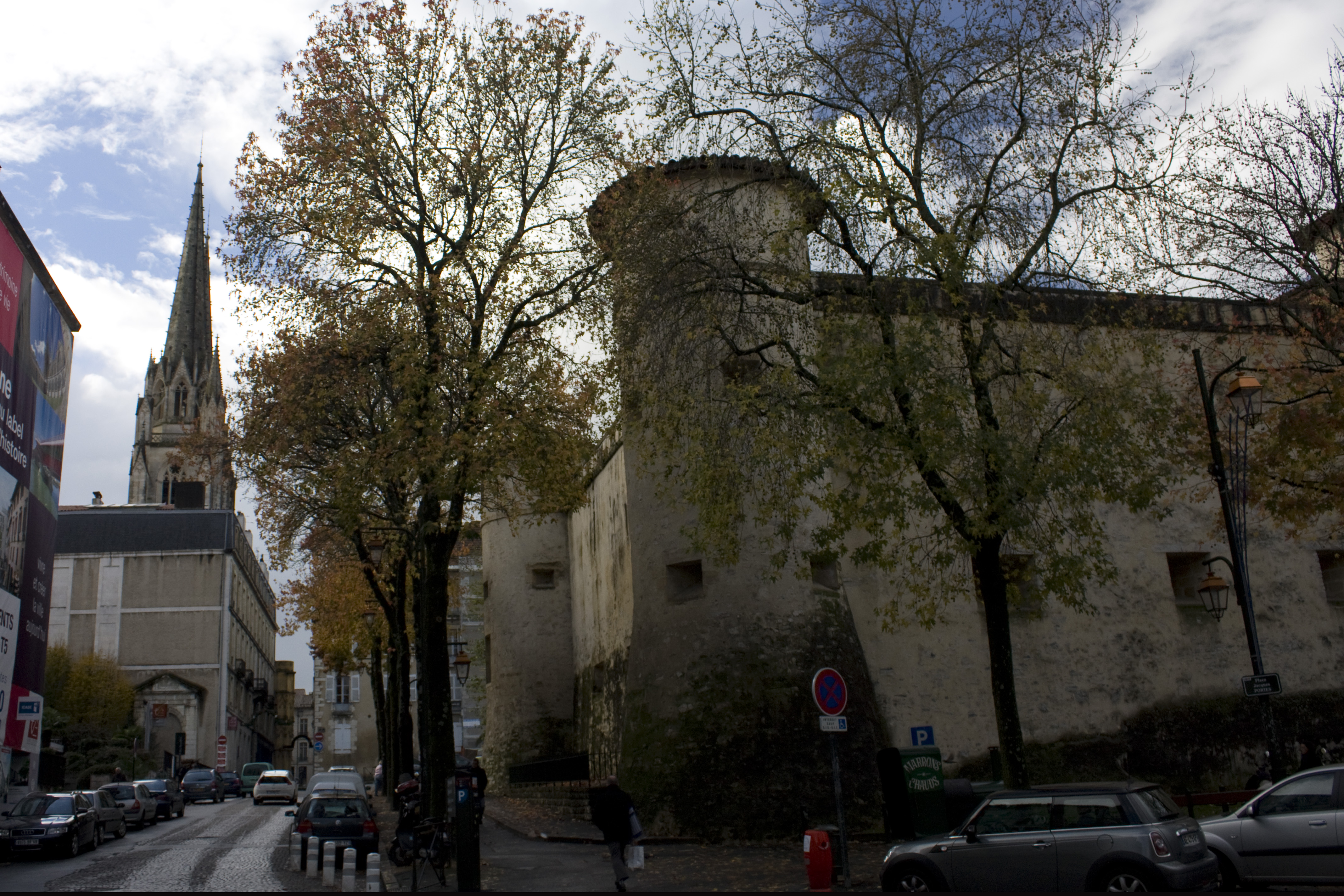
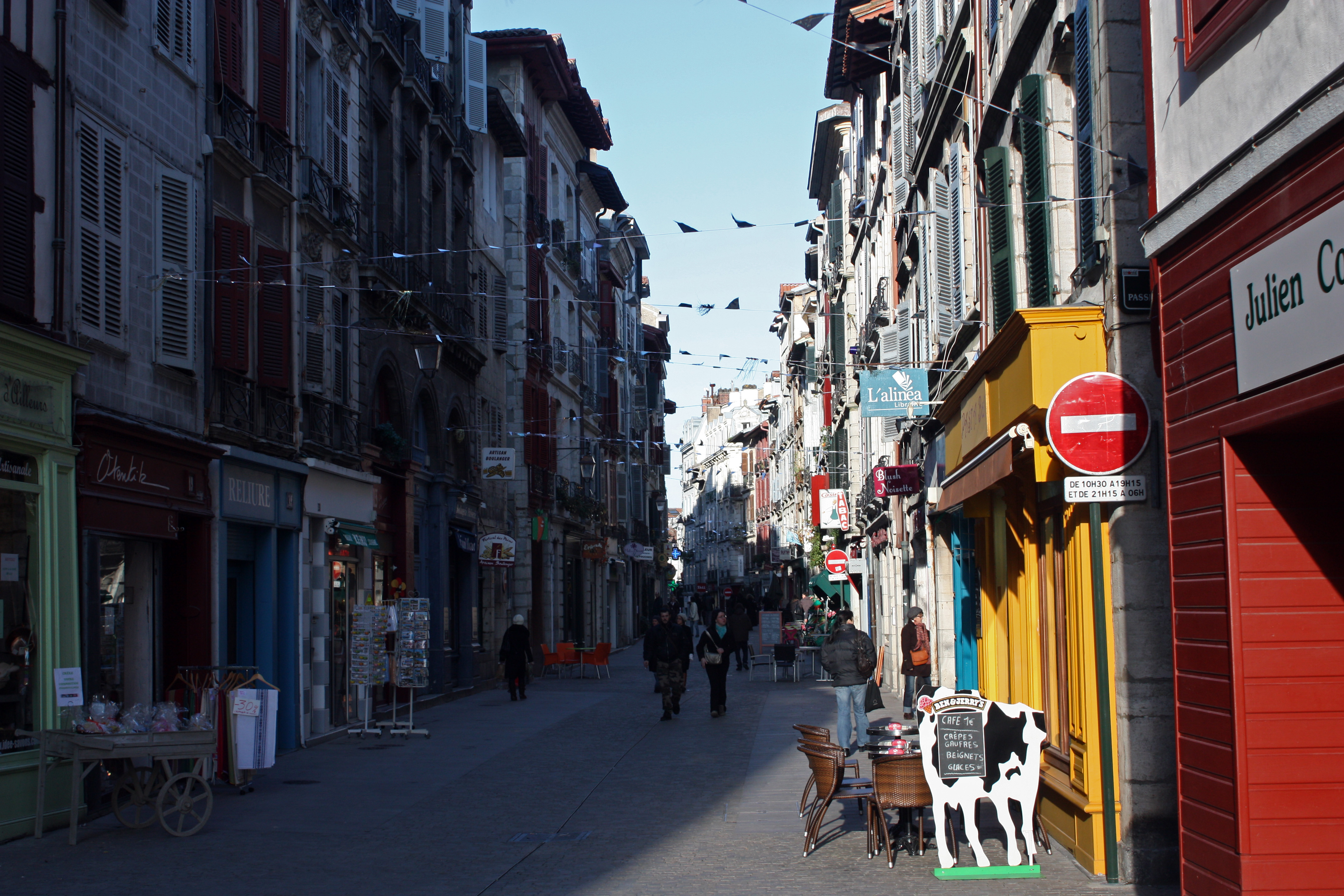
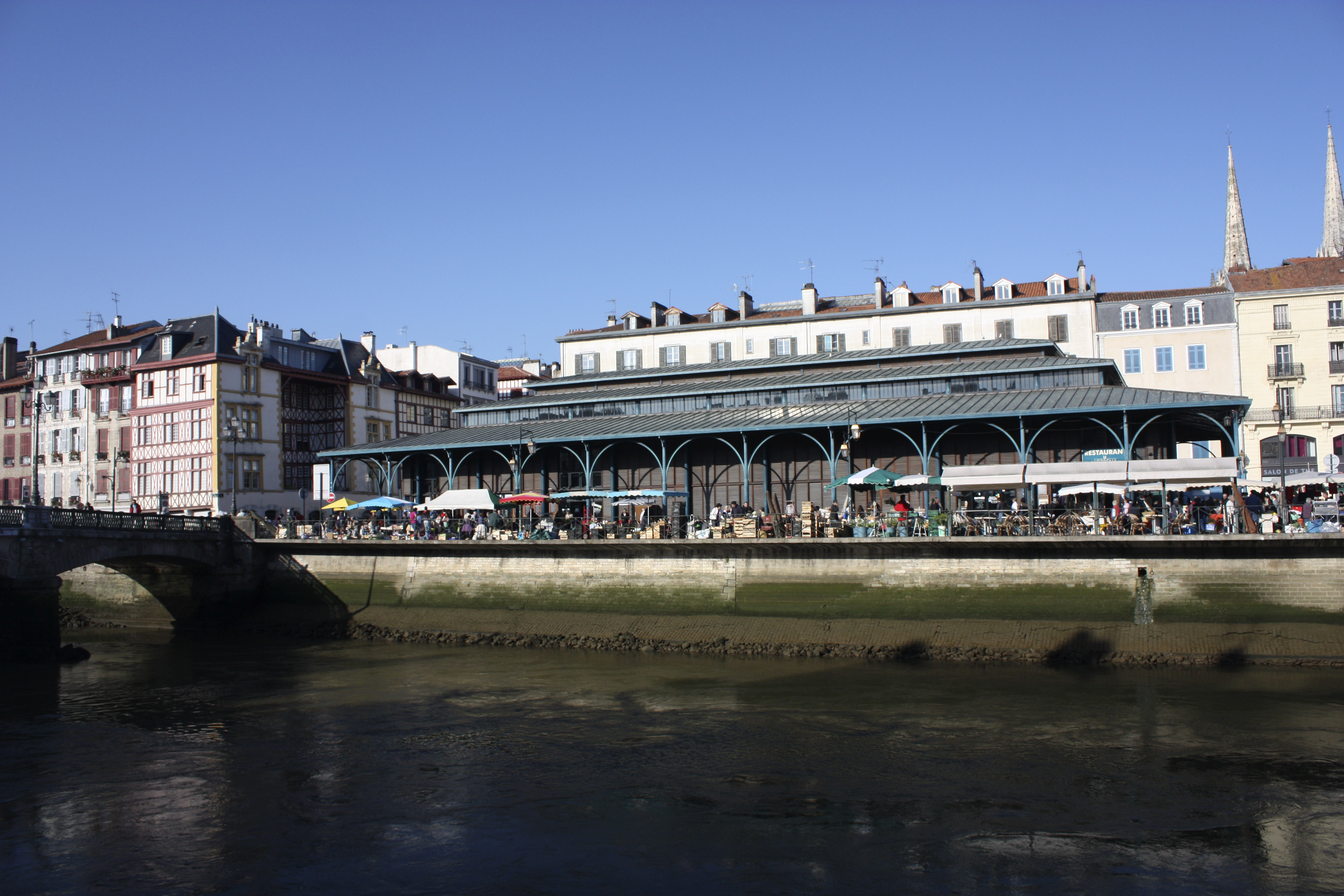
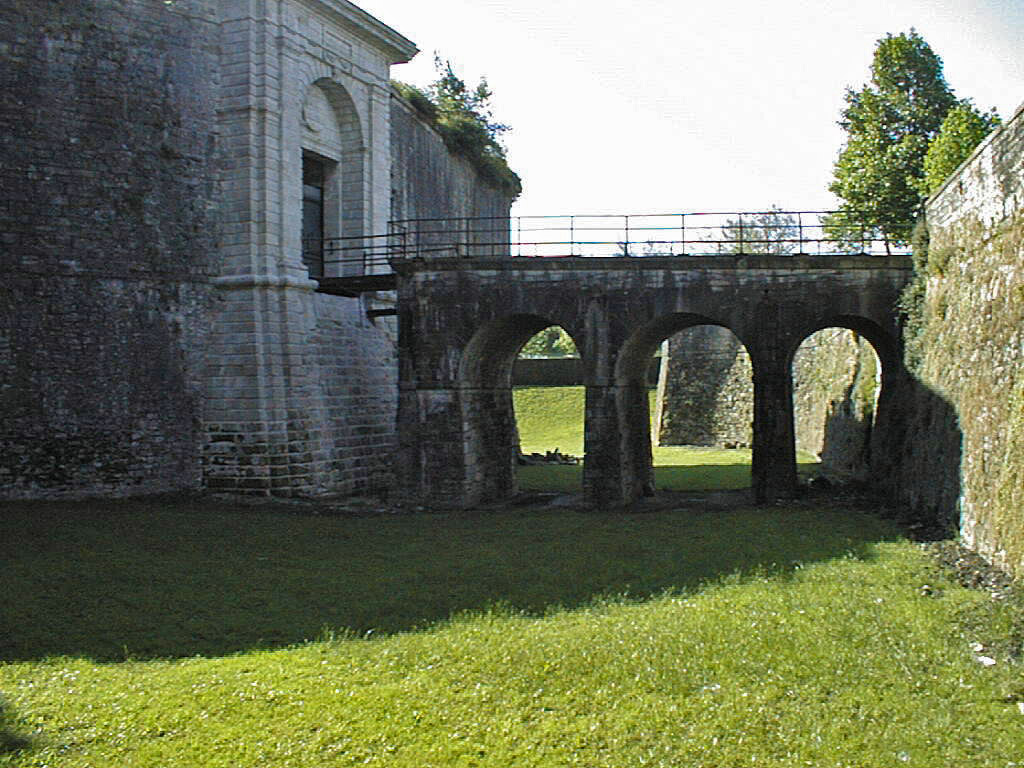
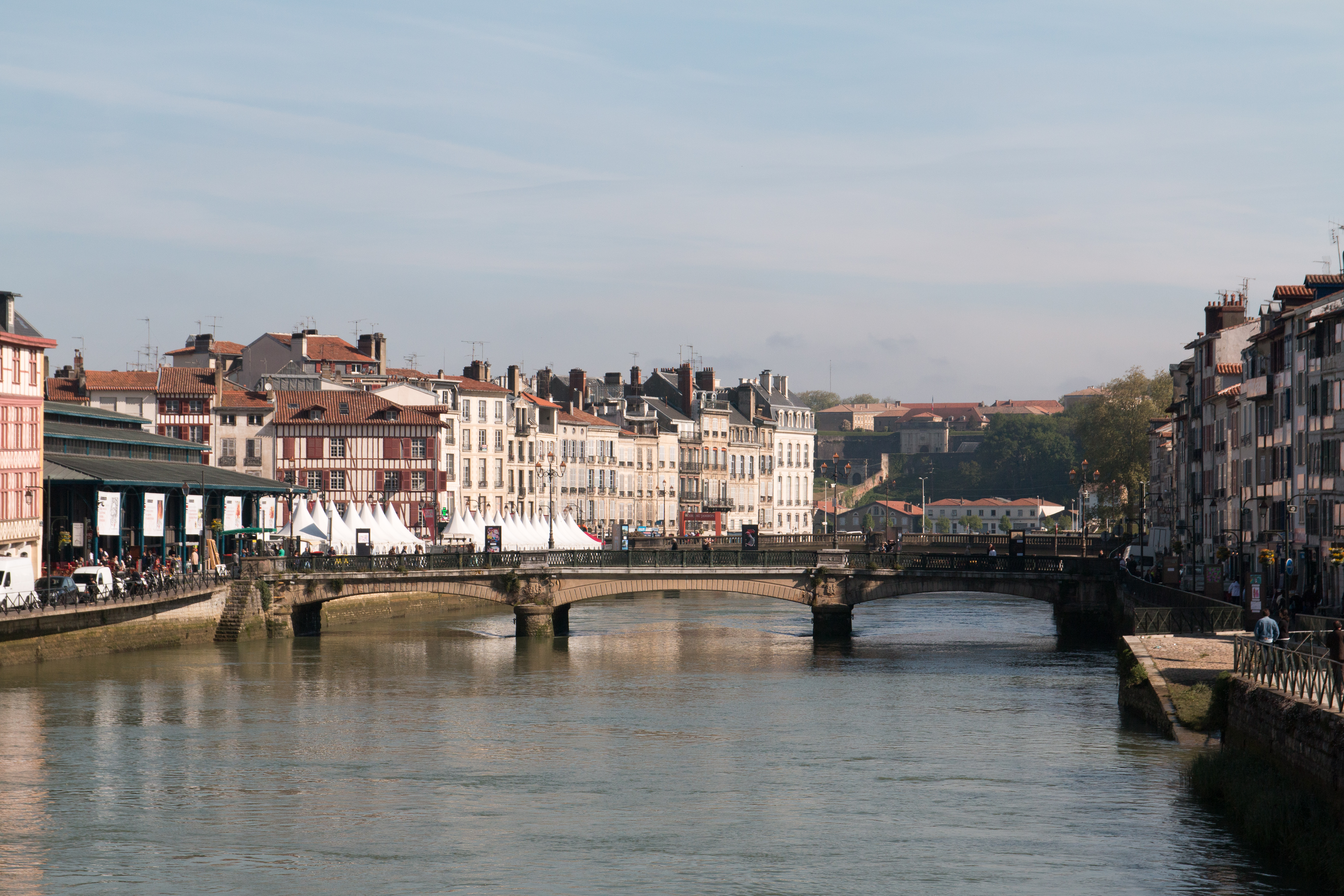

- 自由广场
- 胜利广场